# デイヴィッド・ヒューストン

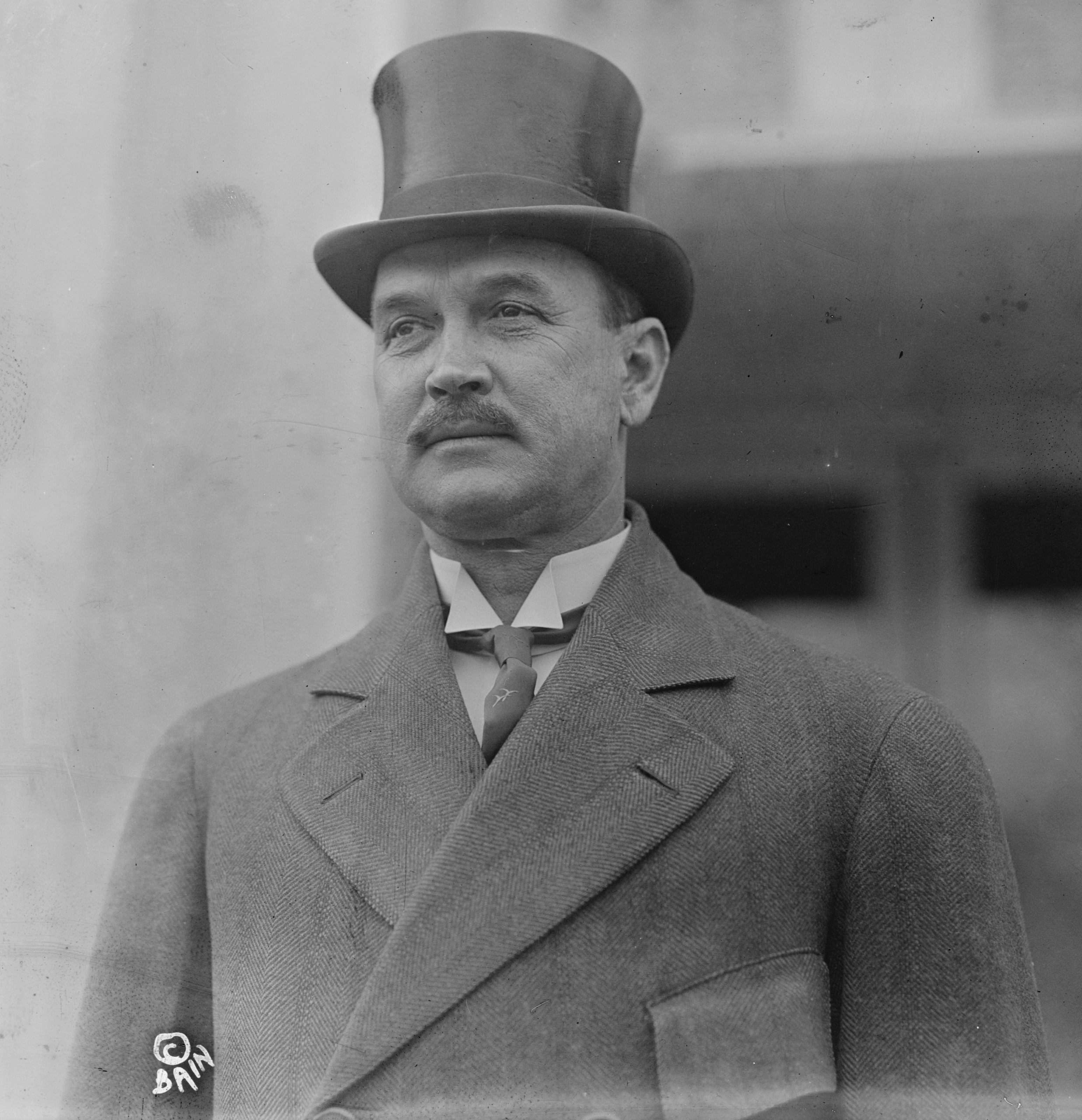
デイヴィッド・ヒューストン

デイヴィッド・フランクリン・ヒューストン（David Franklin Houston, 1866年2月17日 - 1940年9月2日）は、アメリカ合衆国の実業家、政治家。ウッドロウ・ウィルソン大統領の下で農務長官と財務長官を歴任した。

## 生い立ちと初期の経歴
1866年2月17日、ヒューストンはノースカロライナ州モンローで誕生した。ヒューストンは1887年にサウスカロライナ大学を卒業し、1892年にハーバード大学で政治学の修士号を取得した。

## 教職活動
1894年、ヒューストンはテキサス大学で政治学の非常勤講師となり、1899年に学部長に推薦された。その後ヒューストンは1902年から1905年までテキサス農業工業大学の学長を務め、1905年から1908年まではテキサス大学の学長を務めた。テキサス大学オースティン校に在職していた間、ヒューストンは博士課程を設置し、法学大学院を開設した。
1908年、ヒューストンはテキサスを離れ、セントルイス・ワシントン大学の学長に就任した。そして1913年、ウッドロウ・ウィルソン大統領から農務長官に指名されたことを機に、学長を辞任した。
ヒューストンはウィリアム・マッキンリー政権において、ニューヨーク州ウェストポイントにあるアメリカ合衆国陸軍士官学校の第三者委員会の理事に選出された。晩年にはハーバード大学とコロンビア大学で大学評議会の委員を務めた。

## 政治活動

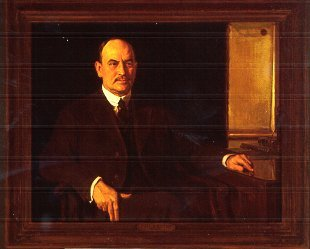
財務長官時代のヒューストン

1913年、ヒューストンはウッドロウ・ウィルソン大統領により農務長官に任命された。ヒューストンは1920年に財務長官に転任し、ウィルソン大統領の任期満了となる1921年まで内閣の一員として大統領を支援した。
ヒューストンは農務長官として、スミス・レーバー法、農業金融法、倉庫業者法、連邦補助道路法などの多くの重要な農業法案を可決させた。
第一次世界大戦終戦後、ヒューストンは連邦政府の金融政策をめぐる激しい論争で注目を集めたことから、財務長官に指名された。そしてヒューストンは職権により連邦準備制度理事会の議長にも就任し、欧州全土で発生していたインフレーションを抑制するために公定歩合を引き上げた。
またヒューストンは農務長官としての経験から、戦争終結により農産物の国内価格が下落することを予測し、農業生産者に対して生産量を抑制するよう要請した。しかしながら農産物価格がヒューストンの想像以上に下落したことから、生産者の利益獲得を阻害したとして強い批判に晒された。
ヒューストンは財務長官を1年余り務めた後、ウィルソン大統領の任期満了に伴って辞任した。

## 事業活動
ヒューストンは連邦政府を離れた後、ベル電話証券の社長とAT&Tの副社長に就任した。またヒューストンは相互生命保険会社の社長を10年間務めた。